# 9969 Braille

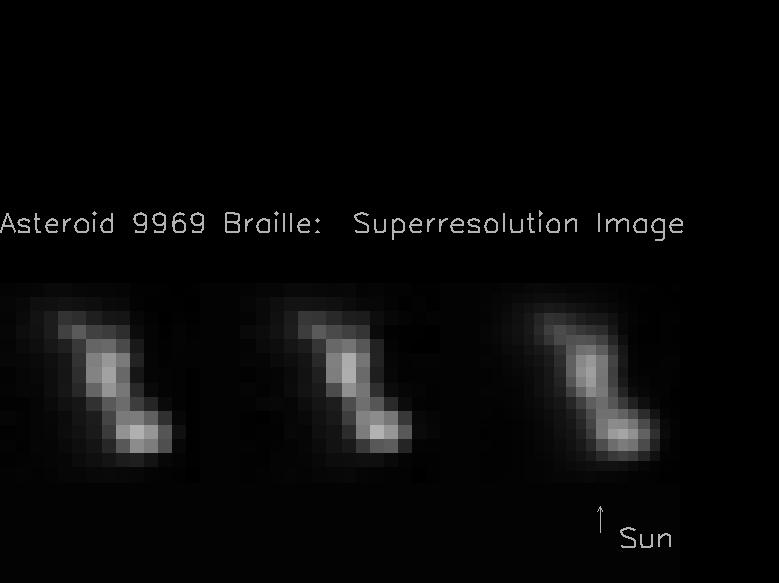
tiểu hành tinh Braille.

9969 Braille, ký hiệu tạm thời 1992 KD, là một tiểu hành tinh lập dị, loại hiếm và kéo dài từ các vùng trong cùng của vành đai tiểu hành tinh, được phân loại là tiểu hành tinh bay qua quỹ đạo sao Hỏa và vật thể quay chậm, đường kính khoảng 1 km vuông. Nó được phát hiện vào năm 1992, bởi các nhà thiên văn học tại đài thiên văn Palomar và sau đó được đặt tên theo Louis Braille, người phát minh ra hệ thống chữ viết cho người mù. Nó được chụp gần bằng tàu vũ trụ Deep Space 1 vào năm 1999, nhưng một trục trặc dẫn đến hình ảnh không rõ ràng.

## Khám phá và đặt tên
Được phát hiện vào ngày 27 tháng 5 năm 1992, bởi E. F. Helin và K. J. Lawrence làm việc tại đài thiên văn Palomar như một phần của Khảo sát tiểu hành tinh xuyên hành tinh của NASA, nó đã được chỉ định tạm thời 1992 KD. Sau đó, nó được đổi tên thành Braille để vinh danh Louis Braille theo đề xuất của kỹ sư phần mềm Trung tâm vũ trụ Kennedy Kerry Babcock trong cuộc thi của Hiệp hội hành tinh có tên "Tên tiểu hành tinh đó". Trích dẫn đặt tên chính thức được xuất bản bởi Trung tâm hành tinh nhỏ vào ngày 28 tháng 7 năm 1999.